# Deutsch-niederländische Beziehungen

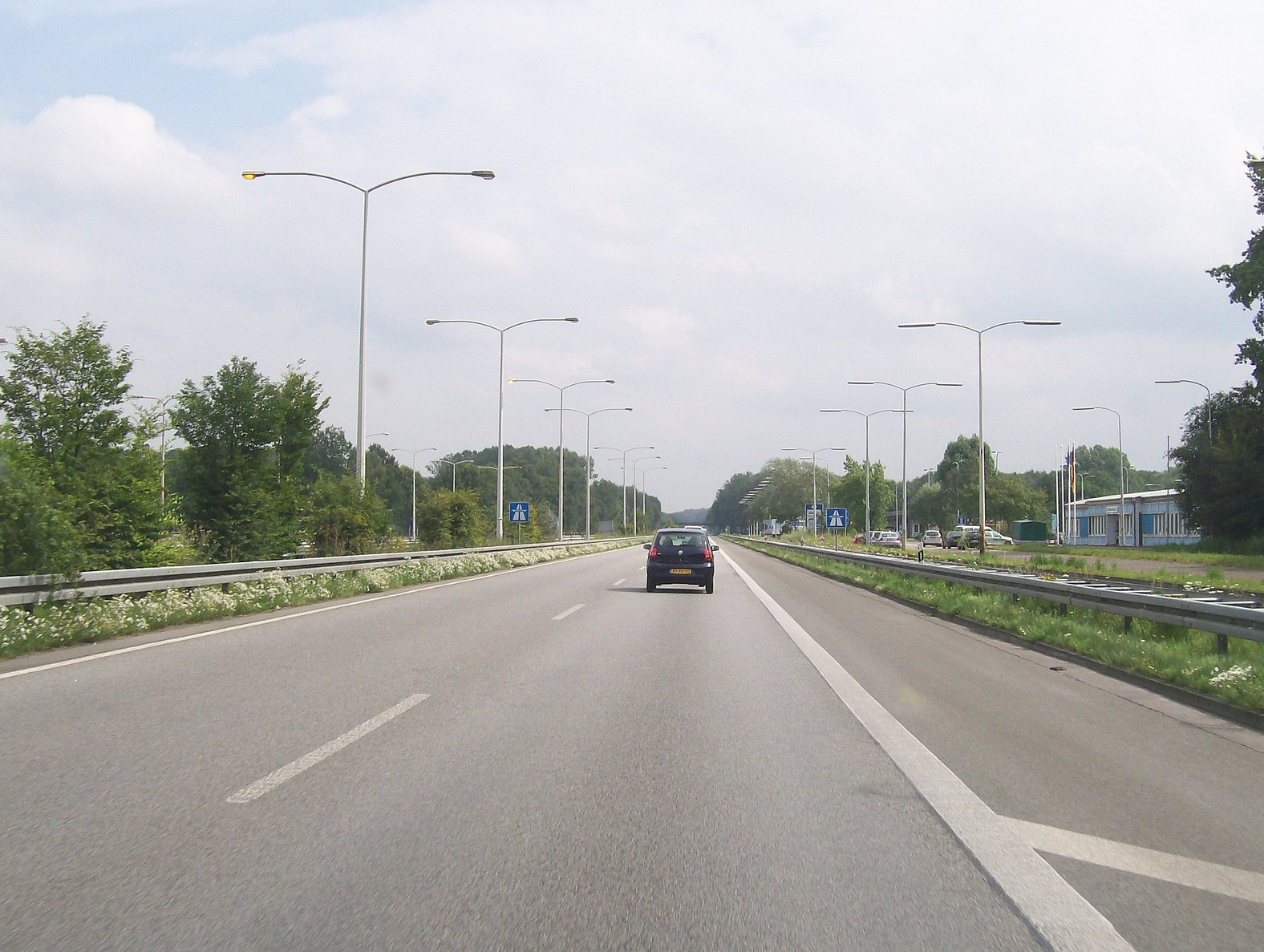
Kaum wahrnehmbare Grenze auf der Autobahn (A12/BAB3), 2007

Die deutsch-niederländischen Beziehungen betreffen die Nachbarländer Deutschland und die Niederlande. Beide Länder gehören vielen europäischen und globalen Organisationen wie der EU an. Regionale und kommunale Akteure arbeiten in vier Euregios zusammen, um das Leben an der gegenseitigen Grenze zu vereinfachen.
Bestimmend für das Verhältnis ist die unterschiedliche Größe: Für die Niederlande ist Deutschland ein großer Nachbarstaat, in dem etwa fünfmal so viele Menschen leben. Der einzige sonstige Nachbarstaat heißt Belgien. Aus deutscher Sicht sind die Niederlande nur eines von mehreren kleineren Nachbarländern. Ein weiterer wichtiger Faktor ist die Geschichte des Zweiten Weltkrieges: Die Niederlande waren vom Mai 1940 bis 1944/1945 vom nationalsozialistischen Deutschland besetzt.
Die deutsche und die niederländische Sprache sind nahe miteinander verwandt, da beide aus Dialekten des kontinentalwestgermanischen Dialektkontinuums entstanden sind. Bis in die Frühe Neuzeit gehörten die Gebiete der beiden heutigen Staaten zum Heiligen Römischen Reich. Ferner gibt es Gemeinsamkeiten in der Religion und Kultur. Es gibt einen regen Handelsaustausch, nicht zuletzt über den Rhein als Wasserstraße, und beide Länder sind für das jeweils andere ein beliebtes Touristenziel.

## Geschichte

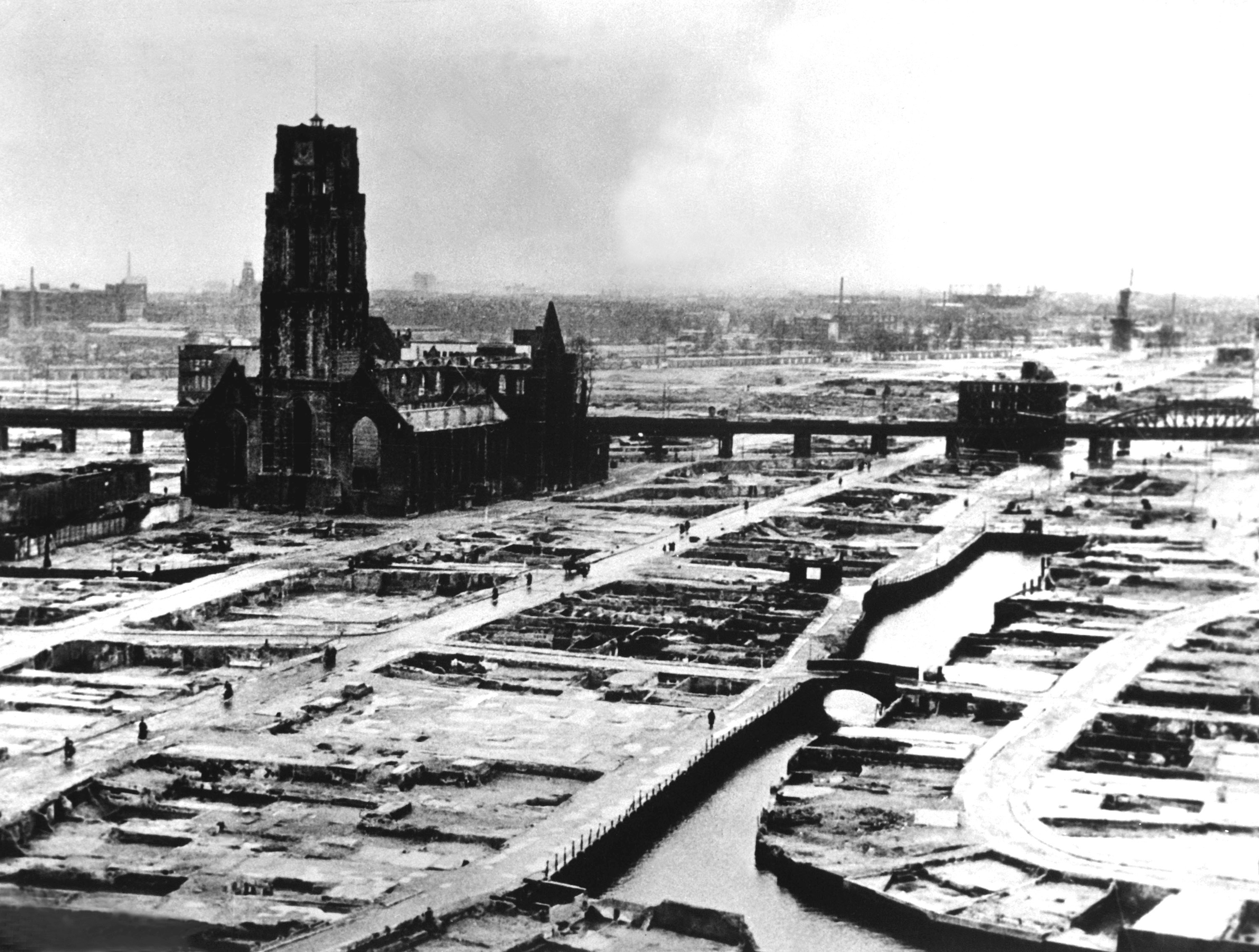
Rotterdam 1940, nach dem deutschen Bombenangriff

Das Gebiet der heutigen Niederlande wurde staatlich zunächst Teil des Frankenreiches und später des Mittelreichs und des Heiligen Römischen Reiches. Im Laufe des späten Mittelalters entwickelte sich ein Eigenbewusstsein, das Grundlage für die spätere Entwicklung hin zu einem eigenen niederländischen Staat wurde. Wichtig dafür waren der wirtschaftliche Aufschwung der betreffenden Gebiete und der zunehmende machtpolitische Einfluss der Habsburger. Unter deren spanischer Linie gelangten die Niederlande unter spanische Herrschaft. Der Burgundische Vertrag 1548 löste die habsburgischen Niederlande weitgehend aus dem Reichsverband heraus. Der niederländische Freiheitskampf gegen die spanischen Habsburger seit 1568 mündete im Verlassen des Reichsverbandes und der offiziellen Unabhängigkeit der (nördlichen) Niederlande von Spanien im Jahre 1648 (Friede von Münster).
Nach der napoleonischen Zeit war das Königreich der Niederlande (seit 1815) neutral. Zwischen 1839 und 1866 waren Teile der niederländischen Provinz Limburg gleichzeitig Teil der Deutschen Bund; dasselbe galt für Luxemburg, dessen Großherzog gleichzeitig der niederländische König war. Dieses Verhältnis endete mit dem Deutschen Bund. Die Niederlande nahmen dann bilaterale Beziehungen mit dem Norddeutschen Bund von 1867 auf.
Im Ersten Weltkrieg verzichtete die deutsche Armee auf einen Angriff auf die neutralen Niederlande, weshalb die Beziehungen in dieser Zeit nicht zu sehr beeinträchtigt wurden. Zu Kriegsende 1918 floh der ehemalige deutsche Kaiser Wilhelm II. in die Niederlande, wo er bis zu seinem Tod 1941 lebte.

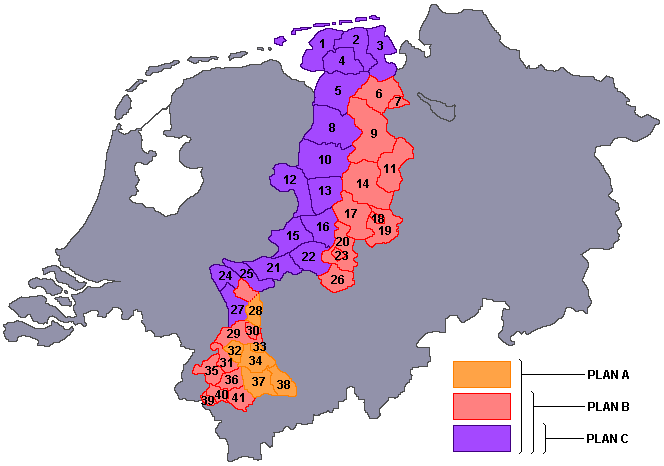
Bakker-Schut-Plan

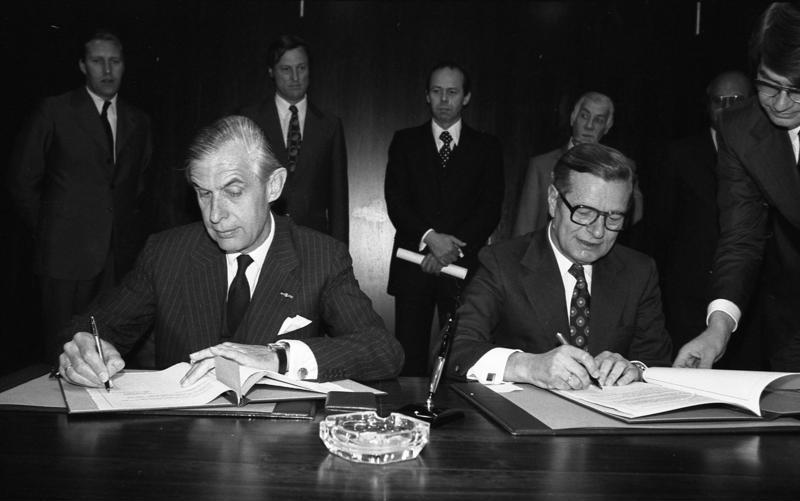
1975 wurde in Bonn ein Abkommen unterzeichnet, das die Zusammenlegung der Grenzabfertigung regelte.

Der Zweite Weltkrieg führte zu einer weitgehenden Zerrüttung des Verhältnisses beider Länder: Nach dem deutschen Einmarsch im Mai 1940 wurde das Land ausgebeutet, viele junge Männer zur Zwangsarbeit verpflichtet, knapp drei Viertel der jüdischen Bevölkerung verschleppt und ermordet und viele Gebäude und Straßen zerstört. In der Zeit der deutschen Besatzung wurden nationale Stereotypen verstärkt, die noch lange nachwirkten. Nach dem Krieg wurden deutsche Kriegsgefangene zu Aufräumarbeiten verpflichtet und bemühte sich die niederländische Regierung über den so genannten Bakker-Schut-Plan um die Annexion großer Gebiete im Nordwesten Deutschlands. Dies wurde von den Alliierten allerdings abgelehnt. 1947 forderten die Niederlande kleine Territorien, in denen damals ungefähr 160.000 Menschen lebten. Tatsächlich annektiert wurden 1949 nur sehr kleine Landstriche, darunter Gebiete bei Sittard mit 5665 und Elten mit 3235 Einwohnern. Die meisten annektierten Gebiete wurden aber 1963, eine Straßenverbindung 2002 zurückgegeben. Bei den Niederlanden verblieb der Wylerberg.
Die Einreise in die Niederlande war Deutschen in den ersten Nachkriegsjahren in der Regel nur in Familienangelegenheiten oder aus beruflichem / geschäftlichem Anlass gestattet. Auf Initiative von Kaplan Johannes Bours, der im seit 1945 niederländischen Elten geboren war, durfte im Sommer 1950 erstmals eine Jugendgruppe des Bundes Neudeutschland „anlasslos“ einreisen und eine Radtour durch die Niederlande unternehmen – ein damals vielbeachtetes Ereignis.
Die Wiedervereinigung 1990 belebte Ängste vor einer neuen Dominanz Deutschlands. Dazu kam Anfang der 1990er Jahre eine Serie von fremdenfeindlichen Anschlägen. Nach dem Mordanschlag von Solingen schickten 1,2 Millionen Niederländer vorgedruckte Protestpostkarten mit dem Titel „Ik ben woedend“ (Ich bin wütend) ab. Am Ende wurden die Karten gesammelt und unter großer Medienaufmerksamkeit an Kanzleramtsminister Friedrich Bohl in Bonn übergeben.
Die sozialliberale Regierung von Ministerpräsident Wim Kok erklärte die Verbesserung des deutsch-niederländischen Verhältnisses offiziell zum Ziel. 1995 kam Bundeskanzler Helmut Kohl zu einem offiziellen Besuch in die Niederlande und sprach in deutlichen Worten über deutsche Untaten während des Krieges, wie die Bombardierung Rotterdams. Er appellierte jedoch an die niederländische Jugend, sich selbst ein Bild davon zu machen, wie sehr sich Deutschland verändert habe. Seitdem hat sich das deutsch-niederländische Verhältnis kontinuierlich verbessert.

## Personen

### Monarchie

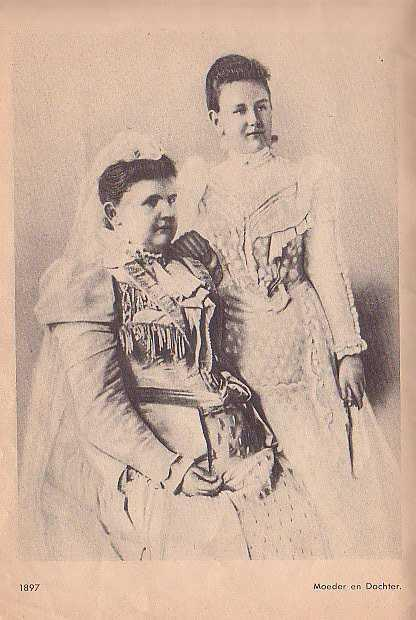
Königinwitwe und Regentin Emma und mit ihrer Tochter Wilhelmina, 1897

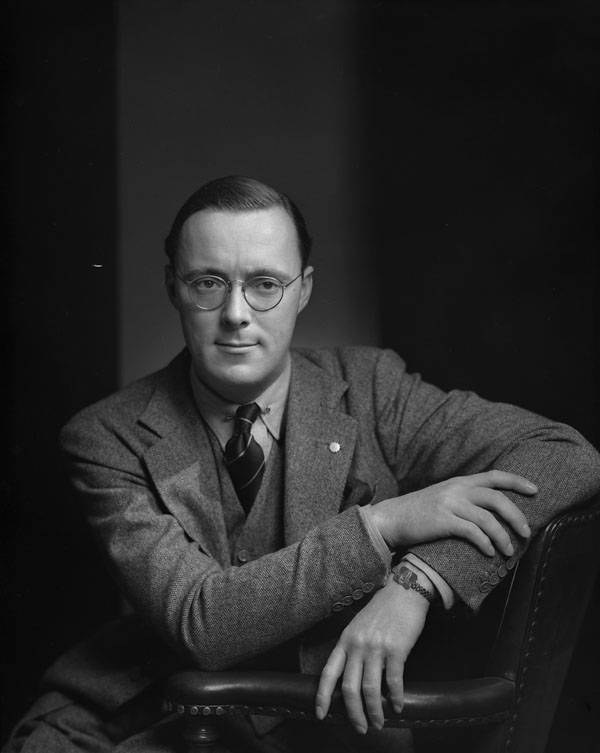
Bernhard zur Lippe-Biesterfeld, 1942

Die Königshäuser Oranien (Niederlande) und Hohenzollern (Preußen bzw. Deutschland) sind verwandtschaftlich miteinander verbunden. Seit 1890 regierte die deutschstämmige Königin Emma, geborene zu Waldeck und Pyrmont für ihre Tochter, die spätere Königin Wilhelmina. Sowohl Wilhelmina und ihre Tochter Juliana als auch ihre Enkelin Beatrix haben Deutsche geheiratet: Wilhelmina den mecklenburgisch-strelitzschen Prinzen Heinrich zu Mecklenburg, Juliana den lippischen Adligen Bernhard zur Lippe-Biesterfeld und Beatrix den niederen Adligen Claus von Amsberg aus dem Wendland.
Als 1965 die Romanze bekannt wurde, wurde die Verlobung kritisch empfangen. Später wurde Claus sehr beliebt. Bei seinem Tode wurde er für seine Verdienste gelobt.

### Kultur und Medien
In Deutschland gelang es einigen niederländischen Künstlern, beruflich Fuß zu fassen. Dazu gehörten zum Beispiel der Showmaster Lou van Burg, der Schauspieler Johannes Heesters, der Chansonnier Herman van Veen, der Kinderstar Heintje, der Musik-Kabarettist Hans Liberg und der Fernsehunterhalter Rudi Carrell; letzterer erhielt das Bundesverdienstkreuz für die deutsch-niederländische Verständigung. Umgekehrt haben dies eher weniger Deutsche in den Niederlanden geschafft, wie der Sänger Dennie Christian. Dennoch haben viele deutschsprachige Sänger (Chanson, Schlager, volkstümliche Heimatmusik) auch in den Niederlanden ihr Publikum.
Die niederländische Literatur erfährt in Deutschland seit der Frankfurter Buchmesse 1993, als die Niederlande den Länderschwerpunkt bildeten, eine verstärkte Rezeption. Autoren wie Cees Nooteboom, Harry Mulisch, Leon de Winter oder Margriet de Moor haben seitdem einen festen Platz im deutschen Buchmarkt. Nach Angaben des Nederlands Literair Productie- en Vertalingenfonds (NLPV), der sich um die Verbreitung niederländischer Literatur im Ausland kümmert, belegen die Niederlande bei der Zahl der übersetzten Bücher in Deutschland zusammen mit Spanien und Italien Platz 3. Umgekehrt werden zuweilen auch deutsche Bestsellerautoren ins Niederländische übersetzt.
2007 überschritten die Krimiautoren Thomas Hoeps (Krefeld) und Jac. Toes (Arnhem) in ihrer künstlerischen Zusammenarbeit erstmals die Sprachgrenzen. Ihr Buch „Nach allen Regeln der Kunst“ (niederländisch: Kunst zonder genade) wurde 2008 für den niederländischen Krimipreis „Gouden Strop“ (Goldener Strick) nominiert, so dass zum ersten Mal in der Geschichte des Preises auch ein deutscher Autor auf der Nominierungsliste erschien.

## Religion
In verschiedenen Orten finden Gottesdienste der Nederlandse Kerk in Duitsland statt.

## Sprache
Das Niederländische ist eine mit dem Deutschen nahe verwandte Sprache. Entwickelt haben sie sich unabhängig voneinander aus dem Gemeingermanischen bzw. dem kontinentalwestgermanischen Dialektkontinuum.

### Niederländisch in Deutschland
Niederländisch-Unterricht als Schulfach wird nur an einigen weiterführenden Schulen im Grenzgebiet angeboten, wo er als Wahlpflichtfach in der Mittelstufe und Oberstufe, als zweite Fremdsprache gleichberechtigt mit Französisch oder Latein belegt werden kann. Die Sprache wird aber an vielen Volkshochschulen angeboten. Studieren lässt sich Niederlandistik an über zwanzig Universitäten im deutschsprachigen Raum, entweder für das Staatsexamen oder als Magister- beziehungsweise BA/MA-Fach. Von den rund eintausend Niederländisch-Studenten in Deutschland haben viele auch nur einen Niederländisch-Sprachkurs belegt, mit dem Germanistik-Studenten eventuell Studienanforderungen der Älteren Abteilung (zum Beispiel Althochdeutsch) ersetzen dürfen.

### Deutsch in den Niederlanden
Deutsch ist ein Fach im niederländischen Schulsystem. Die Schüler der unteren Bildungsniveaus müssen als 13-Jährige eine zweite Fremdsprache (nach Englisch) lernen und können in der Regel zwischen Deutsch und Französisch wählen.
2007 haben alle Schüler des höchsten Bildungsniveaus (VWO) Deutsch im Abschlussexamen gehabt, allerdings 78 Prozent nur als „Teilfach“ mit geringeren Anforderungen. Beim zweithöchsten Niveau (HAVO) hatten 26 Prozent Deutsch als Vollfach und 44 Prozent als Teilfach. Die Schüler des niedrigsten Niveaus (VMBO, etwa Real- und Hauptschüler) belegten Deutsch zu 27 Prozent (nur Vollfach). Diese Zahlen für das Deutsche in den Niederlanden sind prinzipiell und im internationalen Vergleich hoch. Sie bedeuten aber nicht, dass man mit allen Niederländern ein flüssiges Gespräch auf Deutsch führen könnte. Viele bevorzugen trotz Deutschkenntnissen in Gesprächen mit Deutschen heute das Englische. Deutsch und Französisch würden fließend nur von Liebhabern gesprochen.
In den 1970er Jahren studierten noch mehrere tausend Niederländer Deutsch an den Universitäten, 2006 waren es nur noch 800, allerdings nach noch stärkeren Einbrüchen in früheren Jahren. In Nijmegen gab es 2006 nur 18 Studienanfänger im Fach Deutsche Sprache und Kultur. Eine Folge ist, dass es in den Niederlanden einen großen Mangel an Deutschlehrern gibt, dem zunehmend mit der Einstellung von deutschen Lehrkräften begegnet wird.

## Internationale Zusammenarbeit
Sowohl Deutschland als auch die Niederlande sind in zahlreichen internationalen Organisationen vertreten, wie der EU und der NATO. Für die grenznahe Zusammenarbeit gibt es vier Euregios, das sind Verbände von rund 130 Gemeinden und anderen Gebietskörperschaften. Die älteste davon ist die EUREGIO aus dem Jahr 1958. In den angeschlossenen Gebieten von rund 13.000 Quadratkilometern leben 3,37 Millionen Einwohner. Die übrigen deutsch-niederländischen Euregios sind die Euregio Rhein-Waal, die Euregio Rhein-Maas-Nord und die Euregio Maas-Rhein.

## Wirtschaft
Die Wirtschaftsbeziehungen werden durch die große Zahl der Gemeinsamkeiten zwischen beiden Ländern begünstigt; beide haben eine vergleichbare Wirtschaftsordnung und verfolgen keine protektionistische Wirtschaftspolitik. Schon vor der Einführung des Euro war der niederländische Gulden de facto an die Kursentwicklung der D-Mark gekoppelt, sodass es kein Wechselkursrisiko gab.
Deutschland ist mit Abstand der größte Handelspartner der Niederlande. Der bilaterale Handel macht zwischen 20 und 30 Prozent des niederländischen Bruttosozialproduktes aus. Ein- (vor allem Industrieprodukte) und Ausfuhren (zur Hälfte Industrieprodukte, ansonsten vor allem Energie und landwirtschaftliche Erzeugnisse) aus bzw. nach Deutschland machen 19 beziehungsweise 24 Prozent aus. Dabei ist Nordrhein-Westfalen für die Niederlande der wichtigste Exportmarkt.
Umgekehrt sind die Niederlande der wichtigste europäische Handelspartner Deutschlands und die Nummer zwei weltweit. Der kleine Nachbar hat mit 6 Prozent der deutschen Ausfuhren und 8,5 Prozent der Einfuhren Anteil am deutschen Handel.
Diese Zahlen sind etwa von 1993 bis 2005 rückläufig, unter anderem wegen des gestiegenen Handels mit China und der Produktionsauslagerung wegen der Lohnentwicklungen. Beide Länder sind weiterhin für das jeweils andere ein wichtiges Transitland, die Niederlande durch ihren Hafen Rotterdam, Deutschland aufgrund seiner guten Landverbindungen nach Süd- und Osteuropa.
Deutschland unterhält in Den Haag die Deutsch-Niederländische Handelskammer als Auslandshandelskammer.

## Tourismus
Deutsche Touristen suchen vor allem die niederländische Küste (Zeeland, Noord- und Zuid-Holland) auf, auch das IJsselmeer. Grenznahe Städte wie Venlo, Maastricht und Nijmegen verzeichnen starken Einkaufstourismus. Die Niederlande gelten als Paradies für Radtouren. Als Transitland für den Tourismus sind neben dem Flughafen Schiphol die Fährverbindungen nach Großbritannien interessant.
Für die niederländische Touristik sind die Deutschen wichtige Kunden: Von den Übernachtungsgästen stellen sie 45 Prozent. Die Zahlen sind allerdings von den 1990er-Jahren zu den Nullerjahren gesunken. Bei gutem Wetter sind es mehr Gäste, da Meeresküsten und Seen die beliebtesten Ziele der Deutschen sind. NiederlandeNet: „Die Deutschen verbringen mit durchschnittlich vier Nächten die längsten Ferien in den Niederlanden, noch länger als die Niederländer selbst. Grund dafür ist, dass die Deutschen in den Niederlanden gerne im Ferienhäuschen oder auf dem Camping-Platz logieren, wo man länger bleibt als in Hotels.“
Niederländer bevorzugen die deutschen Mittelgebirge Eifel und Sauerland, auch zum Skifahren, wobei Deutschland stark mit Österreich konkurriert. Die norddeutsche Tiefebene wird weitestgehend ignoriert. Beliebt sind ferner Städtereisen in Metropolen wie Berlin, Hamburg und die rheinischen Großstädte Köln und Düsseldorf, welche besonders für ihre Weihnachtsmärkte beliebt sind. Außer Aachen liegen eher wenige deutsche größere Städte in unmittelbarer Grenznähe. Im Spätsommer und Herbst zieht insbesondere das Moseltal niederländische Wanderer und Weinliebhaber an. Das deutsche Straßennetz verbindet die Niederlande außerdem mit weiten Teilen Europas.

## Militär und Polizei
Das I. Korps des deutschen Heeres und das Eerste Legerkorps der Koninklijke Landmacht wurden 1995 zum 1. Deutsch-Niederländischen Korps zusammengelegt. Es ist ein Korpskommando hoher Einsatzbereitschaft (High Readiness Headquarters) der NATO. Ihm sind deutsche, niederländische und binationale Verbände unterstellt. Von regulär 1.100 Soldaten kann die Truppenstärke je nach Einsatz auf bis zu 80.000 Soldaten aufgestockt werden. Das Hauptquartier des Deutsch-Niederländischen Korps befindet sich in Münster.
Im deutsch-niederländischen Grenzgebiet unterhalten die Koninklijke Marechaussee (niederländische Gendarmerie), Nationale Politie, die deutsche Bundespolizei sowie die niedersächsische und nordrhein-westfälische Landespolizei ein Grenzüberschreitendes Polizeiteam (GPT). Dabei fahren immer ein deutscher und ein niederländischer Beamter gemeinsam auf Streife. Beim Grenzübertritt übernimmt jeweils der Polizist die Führung, in dessen Land man sich befindet. Standort des GPT ist Bad Bentheim.

## Gegenseitige Wahrnehmung
Das Deutschlandbild in den Niederlanden hat sich seit den 1990er-Jahren von einer meist negativen Haltung zu einer neutralen oder positiven Haltung entwickelt.
Eine vielbeachtete Studie des niederländischen Clingendael-Instituts von 1992/1993 kam nach einer Umfrage unter niederländischen 15- bis 19-Jährigen zum Schluss:
Im Vergleich zu anderen EU-Ländern ist die Einstellung von niederländischen Jugendlichen zu Deutschland und den Deutschen sehr negativ. Mehr als die Hälfte der Befragten hat eine negative Einstellung zu Deutschland, nur 15 % hat eine positive. […] Zu keinem anderen EU-Land haben niederländische Jugendliche eine klarere Einstellung als zu Deutschland. […] [Deutschland wird] immer noch sehr oft mit dem Zweiten Weltkrieg assoziiert […]. Daneben spielen die aktuellen Gewalttätigkeiten gegen Ausländer in Deutschland eine große Rolle. […] Was die (objektiven) Kenntnisse über Deutschland angeht, ist festzustellen, dass der größte Teil der niederländischen Jugendlichen nur minimales Wissen hat. Insbesondere fällt auf, dass nur wenige Jugendliche eine Vorstellung von der Größe der deutschen Bevölkerung haben. Auffallend viele hingegen kennen den Namen des deutschen Bundeskanzlers.
Das Interesse an Deutschland ist nicht groß. Zwar besteht an Deutschland ebenso viel Interesse wie an Belgien, aber viel weniger als an Großbritannien und insbesondere Frankreich.
… Die Einstellung hängt schließlich stark mit dem direkten Kontakt zusammen, den Jugendliche zu Deutschen pflegen. Sowohl Jugendliche mit deutschen Verwandten oder Freunden als auch Jugendliche, die oft in Deutschland gewesen sind, haben eine signifikant positivere Einstellung zu Deutschland und den Deutschen als die übrigen Jugendlichen. Jungen halten im Allgemeinen etwas mehr von Deutschland als Mädchen. Je höher das Ausbildungsniveau ist, umso größer ist die Kategorie ohne ausgesprochen positive oder negative Einstellung. Jugendliche, die in der Nähe der deutschen Grenze wohnen, stehen ihrem Nachbarland und dessen Bevölkerung etwas positiver gegenüber als andere.
… Die große Mehrheit sieht die Deutschen als dominierend (71 %) und arrogant (60 %) an. Des Weiteren betrachtet beinahe die Hälfte der Jugendlichen Deutschland als kriegstreiberisch (46 %) und als ein Land, das die Welt beherrschen will (47 %). Nur 19 % beurteilen Deutschland als ein friedliebendes Land.
Bei seiner Einführungsrede als außerordentlicher Professor für die deutsch-niederländischen Beziehungen meinte Henk Dekker im Jahr 1999, den niederländischen Kindern werde das negative Deutschlandbild von klein auf angetragen. Dazu trage das nationale Totengedenken ebenso bei wie Erzählungen der Großeltern und antideutsche Witze.
Einer Umfrage im Jahr 2007 zufolge nahmen 80 % der Respondenten Deutsche als einigermaßen oder sehr sympathisch wahr.
Das Deutschland-Institut Amsterdam hat 2010 und 2017 Umfragen darüber in Auftrag gegeben, welches Bild niederländische Schüler von Deutschland haben. Im Vergleich zu 2010 seien die Schüler im Jahr 2017 positiver über das Fach Deutsch und die deutsche Sprache eingestellt; unter anderem, weil die Lehrer mehr Landeskunde anbieten. Deutsch sei nun interessanter, schöner, nützlicher und einfacher; auch dies stehe im Zusammenhang mit der auch sonst verbesserten Einstellung zu Deutschland. Allerdings wissen die Schüler ziemlich wenig über Deutschland. Fast alle kannten Angela Merkel. Doch die Hälfte wusste keinen deutschsprachigen Autor zu nennen. Das bekannteste Buch ist „Mein Kampf“ von Adolf Hitler.

## Einzelne Themen

### Grenzverlauf
Die deutsch-niederländische Grenze weist eine Länge von 567 Kilometern auf. Die Deutsch-Niederländische Grenzfrage ist dabei immer noch nicht abschließend geklärt, insbesondere, was den genauen Verlauf der Grenze in der Emsmündung angeht.
Am 26. März 1995 endeten gemäß dem Schengener Durchführungsübereinkommen die Grenzkontrollen zwischen Deutschland und den Niederlanden, so dass seit diesem Tag ein ungehinderter Grenzübergang möglich ist. Beide Länder gehören seitdem dem Schengen-Raum an.

### Drogenpolitik

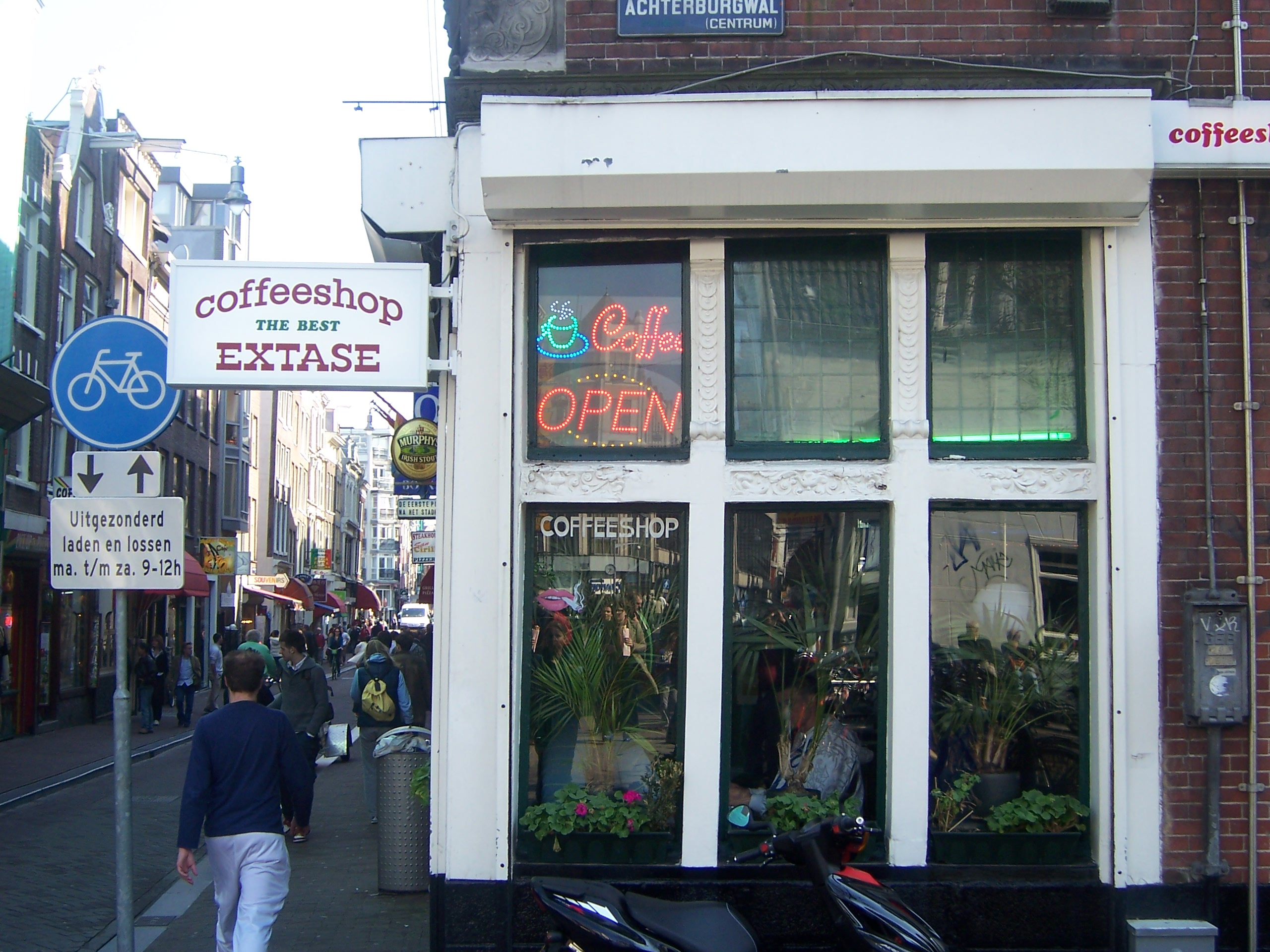
Coffeeshop in Amsterdam

Die niederländische Drogenpolitik ist eine im Vergleich zu Deutschland liberale Drogenpolitik. Entgegen dem in Deutschland verbreiteten Irrglauben ist jedoch auch dort der Besitz „weicher Drogen“ strafbar, wird allerdings bei geringeren Mengen in aller Regel nicht verfolgt.

### Totengedenken
Am 4. Mai gedenken die Niederlande ihrer Toten des Zweiten Weltkrieges, mit zwei Schweigeminuten vor 20 Uhr. Auch die Züge halten dann. Am 5. Mai wird zum Bevrijdingsdag das Ende der deutschen Besatzung gefeiert, genauer die Kapitulation der deutschen Teilstreitkräfte.

### Fußball
Obwohl die zugrundeliegenden Gefühle bis zum Zweiten Weltkrieg zurückreichen, etablierte sich die Rivalität erst bei der WM 1974 in der Bundesrepublik Deutschland. Deutschland besiegte die Niederlande im Finale der Fußballweltmeisterschaft. 1988 bei der Europameisterschaft in Deutschland gewann die niederländische Auswahl im Finale gegen die Sowjetunion. Als wesentlich bedeutender aber wurde vielfach der Sieg gegen Deutschland im Halbfinale gewertet. Nachdem die Rivalität vorher eine vor allem von den Niederländern gepflegte Angelegenheit war, entwickelte sie sich nach 1988 zu einer beiderseits gepflegten Haltung.
2006 brachte ein niederländisches Unternehmen zur Fußball-Weltmeisterschaft in Deutschland einen orangefarbigen Plastikhelm, der den deutschen Stahlhelmen des Zweiten Weltkriegs ähnelte auf den Markt. Der amüsant gemeinte Fanartikel wurde beiderseits der Grenze scharf kritisiert.

### Studium der Kulturen
Mehrere Universitäten in den Niederlanden bieten Studiengänge an, die die deutsche Sprache und Kultur vermitteln sollen. Die Universitäten in Nijmegen, Leiden, Utrecht und Amsterdam bieten das Studium Duitse taal en cultuur an.
Auf deutscher Seite kann an der Universität Duisburg-Essen Niederländische Sprache und Kultur studiert werden. Außerdem wird am Haus der Niederlande, genauer am Zentrum für Niederlande-Studien der Westfälischen Wilhelms-Universität in Münster, der Studiengang Niederlande-Deutschland-Studien angeboten. Der Master wird in Zusammenarbeit mit der Radboud-Universität Nijmegen angeboten.